# Joe LaBarbera
Joe LaBarbera (22. februar 1948 i New York) er en amerikansk jazztrommeslager. 
LaBarbera er kendt for sit virke i Bill Evans trio sidst i dennes periode. Han er bror til saxofonisten Pat LaBarbera. Han har spillet med Joe Farrell, Woody Herman, Gary Burton, Jim Hall, Art Farmer, John Scofield og Art Pepper. 